# 威廉·艾德林
威廉·艾德林（英語：William Adelin，1103年8月15日—1120年11月25日），英格蘭王位繼承人，英格蘭國王亨利一世的獨子，有時被視為諾曼底公爵（威廉三世或威廉四世）。
威廉·艾德林於1120年的白船事件中喪生。當時艾德林與同伴從諾曼第的巴夫勒爾準備跨越英吉利海峽，但醉醺醺的舵手在黑夜中無法辨別方向，使船在巴夫勒尔沿岸撞到了暗礁。艾德林在慌亂中折返去營救同父異母的姐姐瑪蒂爾達，但最終救生艇因承載不了過多重量而沉沒。
艾德林的意外早逝使得亨利一世失去了之前确定的男性继承人。而艾德林外嫁的姐姐玛蒂尔达因是女性，其新册定的法定继承人身份不被许多贵族接受，導致了繼承危機。亨利一世的兄长诺曼底公爵罗贝尔二世被亨利一世囚禁，罗贝尔唯一的嫡子吉约姆·克利顿提出宣称，但在1128年阵亡，1134年罗贝尔也去世。亨利一世死后，其外甥斯蒂芬在温彻斯特主教弟弟的簇拥下趁机夺取王位，玛蒂尔达在异母哥哥罗伯特伯爵的支持下试图通过武力夺回王位，因此爆发了历时15年的王位继承战争，这段内战在歷史上被稱為无政府时期（The Anarchy）。